# Egidius waer bestu bleven
Het lied Egidius waer bestu bleven is een vroeg rondeau uit de middeleeuwse Nederlandse literatuur. Het behoort tot de bekendste Middelnederlandse liederen.

## Geschiedenis

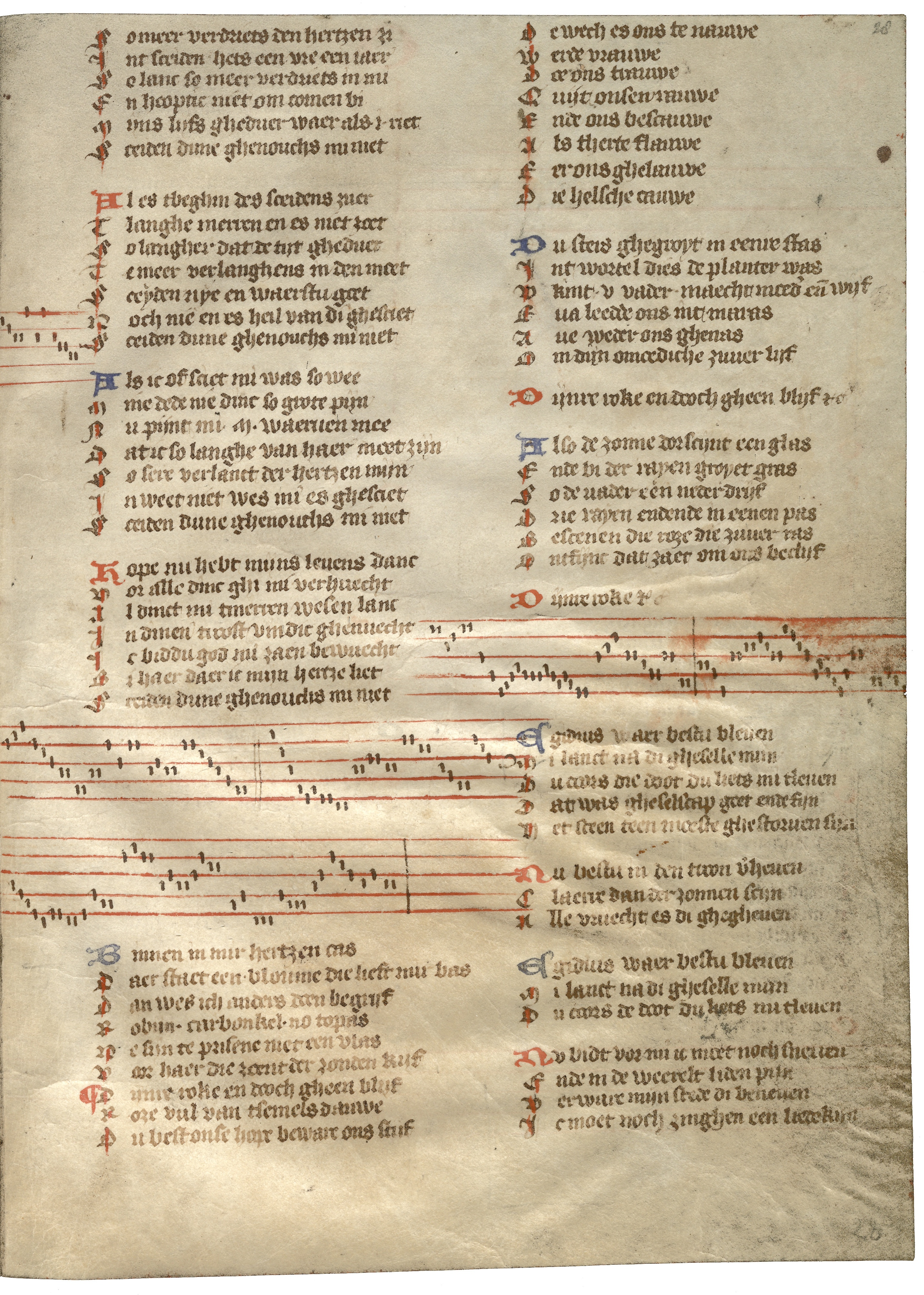
Folio 28r van het Gruuthusehandschrift. Rechtsonder het lied Egidius waer bestu bleven, met daarboven de muzieknotatie.

Het lied staat in het Gruuthusehandschrift, dat dateert van rond 1400. Het is in het handschrift opgenomen met muzieknotatie. Het werd in 1849 voor het eerst gepubliceerd door Charles Carton. In 1966 werden liederen en gedichten uit het Gruuthusehandschrift uitgegeven door K. Heeroma, waardoor de liedteksten in bredere kring bekend raakten. In 2007 werd het handschrift, dat tot dan toe in privébezit was geweest, aangekocht door de Koninklijke Bibliotheek in Den Haag.
Het lied is aan het einde van de 14de eeuw geschreven door een onbekende auteur; mogelijk gaat het om Jan Moritoen, maar dit staat niet vast. Egidius werd in 2007 met waarschijnlijkheid geïdentificeerd als Gillis Honin. Deze man stierf plots op 8 oktober 1385.
Volgens professor Frits van Oostrom gaat het hier om het "meest gebloemleesde Nederlandse gedicht".

## Inhoud
Egidius waer bestu bleven is een elegie of klaaglied.
De tekst gaat over de dood van een vriend, genaamd Egidius. De dichter benijdt Egidius omdat die in de hemel is opgenomen, terwijl de dichter zelf  op aarde ongelukkig is en lijdt. Hij of zij vraagt Egidius een plaatsje naast zich vrij te houden in de hemel. 
Een van de troeven van dit gedicht is dat het niet enkel óver Egidius gaat, maar ook gericht is áán hem; dat maakt de betrokkenheid, de emotionaliteit alleen maar groter. Er is ook een zeker contrast tussen de eerste strofe (v 4-8) en de tweede (v 12-16). In de eerste strofe worden vooral positieve emoties ter sprake gebracht: goed, fijn, vreugd; in de tweede vooral negatieve: sneven, lijden, pijn. De eerste strofe gaat ook in hoofdzaak over Egidius, de tweede over 'ic'. Ook is er het contrast tussen hemel ('troon', strofe 1) en aarde ('weerelt', strofe 2).
De woorden “Du coors die doot” (jij koos de dood) zullen waarschijnlijk niet de betekenis gehad hebben van zelfmoord, omdat uit het Egidiuslied blijkt dat Egidius in de hemel is. In de middeleeuwen geloofde men namelijk dat wie zelfmoord pleegde, niet in de hemel kwam. Wellicht moet 'kiezen' hier niet al te letterlijk genomen worden en is het werkwoord in een gereduceerde betekenis gebruikt. Dan komt een neutrale vertaling als 'Jij bent de dood ingegaan' dichter bij de bedoeling.
Egidius krijgt nog een ander lied in het Gruuthusehandschrift en daaruit blijkt dat de man een mooie tenorstem had. Muziek maakte inherent deel uit van de vriendschap tussen Egidius en de dichter. Maar nu Egidius er niet meer is, klinkt niets nog als voorheen en het zingen is een opgave geworden: “ic moet noch singhen een liedekijn”. Een liedje, alsof het er niet meer toe doet. Dit is een gedicht over verlies, meer dan over sterven. Het verlies is duidelijk nog niet verwerkt; getuige de nutteloze vraag “Egidius, waar ben je gebleven?” en ook de vorm van het lied, een rondeel dat begint en eindigt met dezelfde verzen, suggereert de rauwheid van het verlies. De dichter redeneert a.h.w. in cirkels, hij verlangt naar een dode - nog zo'n rauwe absurditeit. Maar er is troost; ooit zien ze elkaar weer. Het kan nog lang duren, maar toch, “verware mijn stede di beneven”, hou mijn plaatsje vrij, naast jou. Volgens Frits Van Oostrom “de meest ontroerende regel van het hele lied”.

## Vorm
De tekst van het lied is misschien wel twee verzen korter dan hieronder wordt weergegeven. Het handschrift bevat deze immers niet (zie de site van de Koninklijke Bibliotheek). In dat geval is het rijmschema perfect symmetrisch: ABA bbaba ABA ababb ABA. Dat zou er dan op kunnen wijzen dat het belangrijkste vers van het lied het B-vers is: “mi lanct na di, gheselle mijn”. Het rijmschema kent dus slechts twee rijmklanken (wat normaal is voor een rondeel), namelijk '-even' en '-ijn' (dat in het Middelnederlands wordt uitgesproken als 'ien'). Deze scherpe klanken komen niet alleen in rijmpositie voor, ze schuilen ook al in de naam Egidius en komen ook elders in het lied tamelijk veel voor, bv in het B-vers. In een lied over de dood zou men toch vooral doffe klanken verwachten: oo, oe en aa, maar hier dus niet; enkel “du coors die dood” klinkt zwaar. De lichte, blije, scherpe klanken lijken dus op het eerste gezicht een contrast met de zwaarte van het onderwerp, maar evengoed suggereren ze de scherpte van de pijn van het afgesneden zijn. Gerrit Komrij: “De pijn van de dood heeft hem de ogen geopend voor de pijn van het leven.” De keuze voor de scherpe klanken (vooral ie) kan ingegeven zijn door de naam van de betreurde, maar er is ook een eenvoudigere verklaring; in de Latijnse literatuur was de ie een klank die geassocieerd werd met droefenis.

## Muziek
Over de muziek van dit lied is het laatste woord nog niet gezegd. Niet alleen weten we niet welke woorden bij welke noten horen, musicologen zijn er ook nog niet helemaal uit hoe die noten dan geïnterpreteerd (= gezongen) moeten worden. Toch zijn er her en der verschillende interpretaties te vinden op het net.

## Publicaties
- C. CARTON (ed.), Oud-Vlaemsche liederen en andere gedichten der XIVe en XVe eeuwen, Gent, C. Annoot-Braeckman, 1849
- K. HEEROMA, m. m. v. C. W. H. LINDENBURG, Liederen en gedichten uit het Gruuthusehandschrift, Leiden, 1966.

## Voetnoten
1. 1 2  Frank HELLEMANS, Wie was Egidius?, in Knack (28/07/2011). Gearchiveerd op 26 januari 2022.
2. ↑  Ilse DEGRYSE, De waanzinnige 14de eeuw. 'De tijd vroeg om experimenten', in: Knack, 27 maart 2013
3. ↑  https://www.literatuurgeschiedenis.org/teksten/egidiuslied. Gearchiveerd op 15 juni 2023.
4. ↑   vergelijk: 'het hazenpad kiezen', 'het ruime sop kiezen'.
5. ↑  Een dergelijke interpretatie geeft bijvoorbeeld: M.C.A. van der Heijden:  ‘Wie wil horen een goed nieuw lied?’ Liederen en gedichten uit de middeleeuwen. Utrecht, 1973, p. 249.
6. 1 2 3  Frits Van Oostrom, Wereld in woorden, Bert Bakker, 2013
7. ↑  Nieuw Netwerk Nederlands, Van In, Wommelgem, 2005